# Obolocera rapae
Obolocera rapae là một loài ruồi trong họ Tachinidae.